# Entrains-sur-Nohain
Entrains-sur-Nohain is een gemeente in het Franse departement Nièvre (regio Bourgogne-Franche-Comté). De plaats maakt deel uit van het arrondissement Clamecy. Entrains-sur-Nohain telde op 1 januari 2022 738 inwoners.

## Geografie
De oppervlakte van Entrains-sur-Nohain bedroeg op 1 januari 2022 58,73 vierkante kilometer; de bevolkingsdichtheid was toen 12,6 inwoners per km².

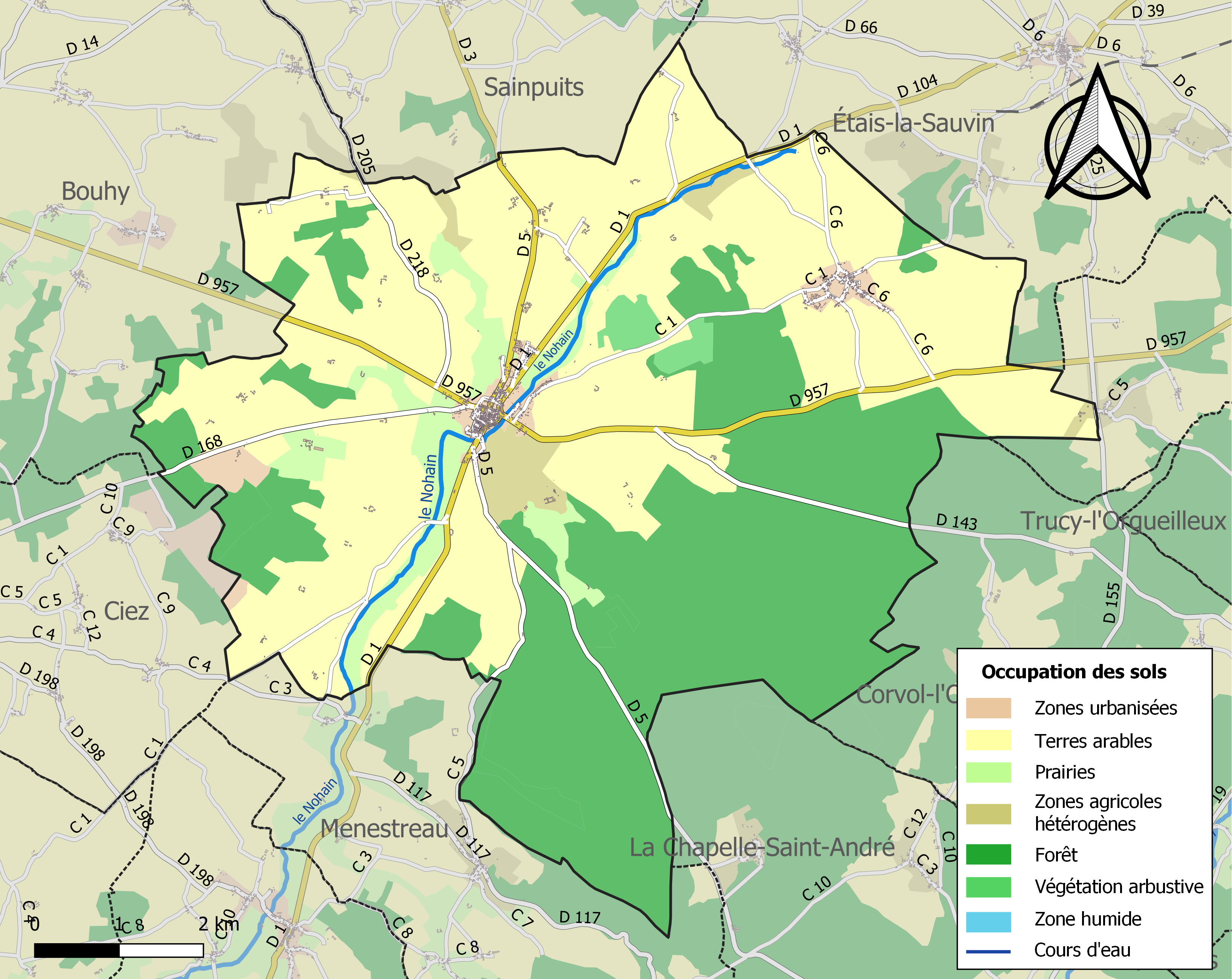
Kaart van de gemeente met de belangrijkste infrastructuur, bodemgebruik en omliggende gemeenten

## Demografie
Onderstaande figuur toont het verloop van het inwonertal (bron: INSEE-tellingen).